# Lucrezia d'Este
Lucrezia d'Este, född 1535, död 1598, var en italiensk adelskvinna, hertiginna av Urbino mellan 1574 och 1598 som gift med hertig Francesco Maria II della Rovere.
Hennes arrangerade äktenskap var olyckligt, och efter upprepade äktenskapsbrott från hennes sida, vilket 1575 ledde till att hennes första älskare mördades av hennes bror, fick hon påvens tillstånd till en formell separation 1578. Hon var känd för sin lärdom, och agerade mecenat för diktare och vetenskapsmän. Under tronföljdskrisen i hertigdömet Modena 1597, lyckades hon i egenskap av medlare mellan Modenas pretendent och påvemakten utverka att Modena kvarstod som stat under Huset Este.  